# Strandvallen
Strandvallen é um estádio de futebol localizado em Hällevik, Suécia.
Foi inaugurado em 1953.
Tem capacidade para 7 500 pessoas, e recebe os jogos do clube Mjällby AIF.